# Transversal del Caribe
La Transversal del Caribe (comúnmente llamada Troncal del Caribe) o Ruta Nacional 90 es un importante corredor vial de la Red Nacional de Vías de Colombia, planeada para unir las poblaciones de Turbo (Antioquia), cerca de la frontera con Panamá, y Paraguachón (La Guajira), en la frontera con Venezuela, con posibilidad de conexión con la red vial de ese país. Tiene una longitud de 1020 km, es el corredor vial más importante de la región Caribe de Colombia y uno de los tres más importantes del país.

## Toponimia
Esta carretera debe su nombre a que parte de su recorrido se hace paralelo a la costa colombiana sobre el Mar Caribe. Sin embargo, algunos tramos son llamados con un nombre particular, sin que por ello se considere una vía diferente de la Red Nacional de Vías.
Por ejemplo, en el documento Infraestructura vial para la competitividad se menciona el tramo comprendido entre Turbo y Sincelejo con el nombre de Carretera Marginal del Caribe. En el mismo documento, el tramo entre Cartagena y Santa Marta es llamado Ruta Caribe. Adicionalmente, el tramo 06 (Barranquilla-Sabanalarga- Cartagena) es llamado Carretera de la Cordialidad y el tramo 90A01 (Barranquilla-Puerto Colombia- Cartagena) es llamado Autopista paralela al mar.

## Tramos
La troncal está dividida en 10 sectores para facilitar la ubicación de poblaciones y puntos de obra:
| Código | Tramo                            | Clasificación SINC                        | Administración | Longitud km. |
| ------ | -------------------------------- | ----------------------------------------- | -------------- | ------------ |
| 9001   | Turbo - Necoclí                  | Transversal del Caribe Troncal del Caribe | Concesión ANI  | 45 km        |
| 9002   | Necoclí - Puerto Rey (Arboletes) | Transversal del Caribe Troncal del Caribe | INVIAS         | 82 km        |
| 9003   | Puerto Rey (Arboletes) - Lorica  | Transversal del Caribe Troncal del Caribe | INVIAS         | 107 km       |
| 9004   | Lorica - San Onofre              | Transversal del Caribe Troncal del Caribe | Concesión ANI  | 104 km       |
| 9005   | San Onofre - Cartagena           | Transversal del Caribe Troncal del Caribe | Concesión ANI  | 103 km       |
| 9006   | Cartagena - Barranquilla*        | Transversal del Caribe Troncal del Caribe | Concesión ANI  | 120 km       |
| 90A01  | Cartagena - Barranquilla**       | Transversal del Caribe Troncal del Caribe | Concesión ANI  | 113 km       |
| 9007   | Barranquilla - Santa Marta       | Transversal del Caribe Troncal del Caribe | Concesión ANI  | 96 km        |
| 9008   | Santa Marta - Río Palomino       | Transversal del Caribe Troncal del Caribe | Concesión ANI  | 72 km        |
| 9009   | Río Palomino - Riohacha          | Transversal del Caribe Troncal del Caribe | Concesión ANI  | 90 km        |
| 9010   | Riohacha - Paraguachon           | Transversal del Caribe Troncal del Caribe | Concesión ANI  | 88 km        |

* Usando la Carretera de la Cordialidad.
** Usando la Vía al mar

## Recorrido

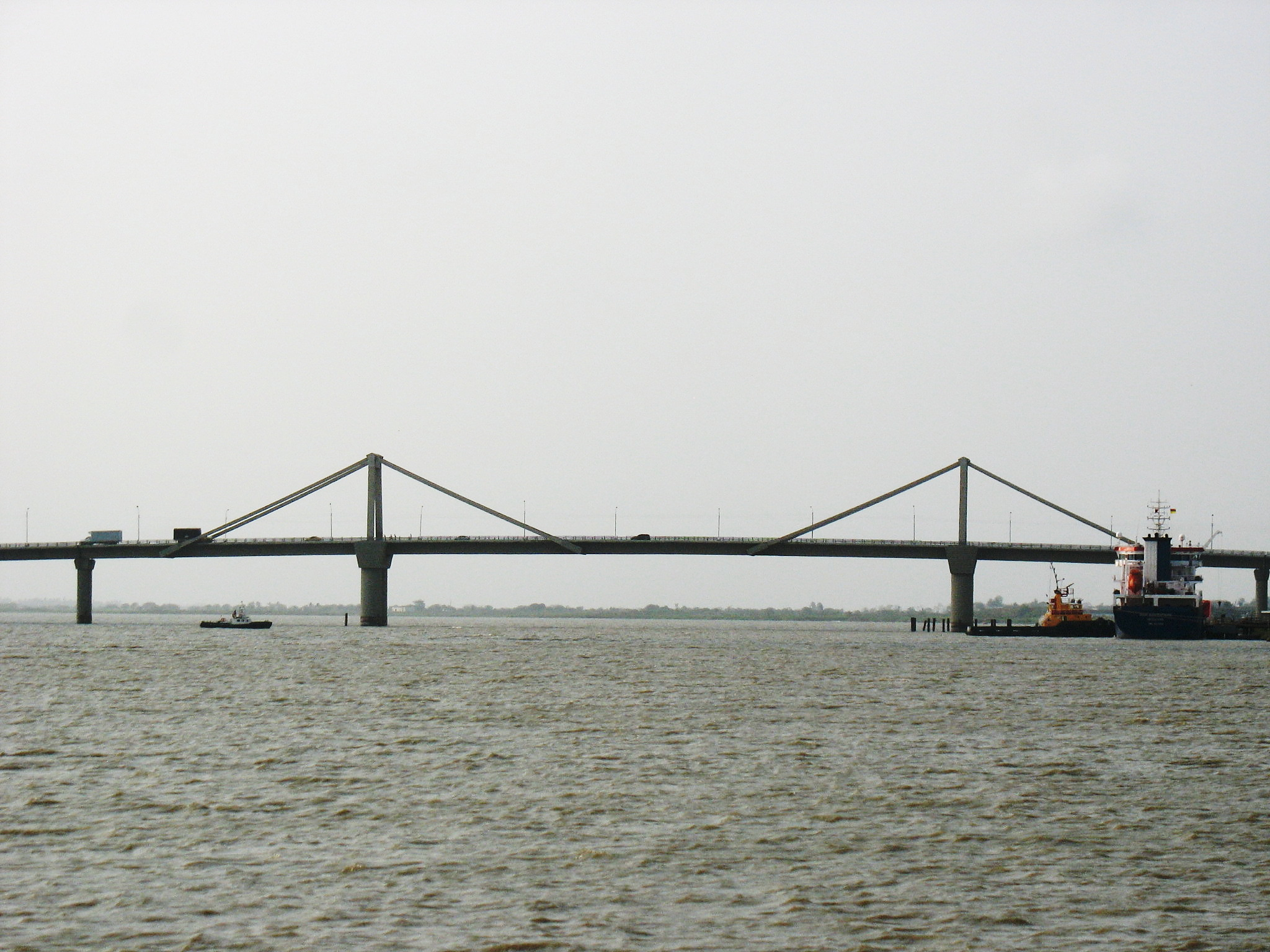
Puente Pumarejo, en el tramo 07 de la transversal.

Las siguientes localidades están ubicadas sobre la troncal, a menos que se indique lo contrario:

### Departamento deLa Guajira
- Municipios: Maicao, Riohacha, Dibulla (a 6 km)
- Centros poblados: Paraguachón, Aremasain, La Gloria, Camarones (a 1 km), Tigreras (a 3 km), Las Flores (a 2 km) Campana, La Punta de los Remedios (a 8 km), Mingueo, Rioancho, Palomino.
- Caseríos: Perico, Pelechúa, Ebanal, Puente Bomba

### Departamento delMagdalena
- Municipios: Santa Marta, Ciénaga, Pueblo Viejo, Sitionuevo
- Centros poblados: Buritaca, Guachaca, Calabazo, Bonda, Palmira, Isla del Rosario, Tasajera, Palermo

### Departamento delAtlántico
Vía al mar:
- Municipios: Barranquilla, Puerto Colombia
- Centros poblados: Santa Verónica, San Vicente, Bocatocino

Vía de la Cordialidad:
- Municipios: Barranquilla, Galapa, Baranoa, Sabanalarga, Luruaco
- Centros poblados: Campeche, Arroyo de Piedra, Colombia, Isabel López, Molinero, Puerta Zulia, Pendales

### Departamento deBolívar
- Municipios: Santa Catalina, Cartagena, Turbaco, Arjona, María La Baja, Mahates.
- Centros poblados: Lomita Arena, Bayunca, Mamonal, Porto Nao, Gambote, Sincerín, Cruz del Viso, Pava, Retiro Nuevo, Matuya.

### Departamento deSucre
- Municipios: San Onofre, Toluviejo, Tolú, Coveñas
- Centros poblados: Palo Alto, Aguas Negras, Chinulito.

### Departamento deCórdoba
- Municipios: Lorica, San Bernardo del Viento, Moñitos, San Antero (Córdoba)
- Centros poblados: La Doctrina, La Rada, Puerto Rey

### Departamento deAntioquia
- Municipios: Arboletes, San Juan de Urabá, Necoclí, Turbo
- Centros poblados: Damaquel, Zapata, Mulatas, El Totumo, Tie, Pueblo Nuevo, El Dos

## Peajes
Un automóvil que recorra esta troncal en todo su recorrido encontrará los siguientes peajes (enlace roto disponible en Internet Archive; véase el historial, la primera versión y la última).:
- Km 18 70: Cirilo (desactivado por protestas)
- Km 41 100: Los cedros
- Km 02 320: Los Garzones
- Km 32 700: Matecaña 2
- km 41 150: Caimanera
- Tramo 05 km 16: San Onofre.
- Tramo 05 km 69: Gambote.

Vía al mar:
- km 29: Marahuaco.
- km 75: Papiros.
- km 102: Puerto Colombia.

Vía Cordialidad: Tramo 06.
- km 16: Bayunca).
- km 88: Galapa.

- Tramo 07 km 02: Puente Pumarejo.
- Tramo 07 km 40: Tasajera.
- Tramo 08 km 06: Neguanje.
- Tramo 09 km 53: Ebanal.
- Tramo 10 km 40: Alto Pino.
- Tramo 10 km 86: Paraguachón.

## Parques nacionales naturales
La Troncal del Caribe es la vía de acceso a seis importantes parques del Sistema de Parques Nacionales de Colombia:
- Parque nacional natural Islas Corales del Rosario y San Bernardo.
- Vía Parque Isla de Salamanca: En el tramo 07. El límite del parque es precisamente la troncal, de ahí su nombre.
- Santuario de fauna y flora Ciénaga Grande de Santa Marta: En el tramo 07.
- Parque nacional natural Tayrona: En el tramo 08, con acceso a Neguanje (km 06) y El Zaíno (km 30).
- Parque nacional natural Sierra Nevada de Santa Marta: En los tramos 08 y 09, con accesos en Mingueo, Palomino, Buritaca, Guachaca.
- Santuario de fauna y flora los Flamencos: En el tramo 09, con acceso en Perico (km 65) y Camarones (km 71).

## Transporte de pasajeros
Por este corredor vial circulan varias empresas de transporte de pasajeros, tanto de buses que cubren la ruta Maicao - Barranquilla, como de automóviles que hacen esta ruta u otras más cortas.

### Buses interdepartamentales
Empresas de buses interdepartamentales de la ruta Maicao - Riohacha - Santa Marta - Barranquilla:
- Expreso Brasilia (Hasta Cartagena y Montería).
- Unitransco.
- Copetrán.
- Rápido Ochoa (Hasta Medellín).
- Torcoroma (Hasta Sincelejo y Montería, servicio corriente).
- Expreso Almirante Padilla (servicio corriente).
- Expreso Wayuu - Cootragua (servicio corriente).
- Super Star - Cootragua (servicio corriente y especial).

### Automóviles
Automóviles puerta a puerta desde Riohacha:
- Hacia Manaure y Uribia: Cootrasoma, Cootrama, Cootrauri, Transportes del Norte.
- Hacia Maicao: Transportes Loher, Coochopen, Coochomar.
- Hacia corregimientos: Coochocam (Camarones), Coomulchomat (Tigreras y Matitas).

## Interconexión
La Troncal del Caribe se conecta con la red vial de Venezuela en Paraguachón. También se conecta con importantes vías de la Red Vial Nacional así:
- Con la Ruta Nacional 88, en el punto conocido como Cuatro Vías. Esa es la ruta para ir de Valledupar a Maicao.
- Con la Ruta Nacional 45 (Troncal del Magdalena), en el punto conocido como la Y de Ciénaga. Esa es la ruta que comunica a las ciudades costeñas con Bucaramanga, Bogotá y el resto de las ciudades de la Región Andina.
- Con la Ruta Nacional 25 (Troncal de Occidente) en dos puntos diferentes: la ciudad de Barranquilla y el municipio de Toluviejo (Sucre). Esa es la vía para ir a la Ciudad de Medellín y de allí a las demás ciudades del occidente colombiano.
- Con la Ruta Nacional Número 21, en el municipio de Lorica. Esa es la vía para ir a Montería, que más adelante se conectará a su vez con la Troncal de Occidente.
- Con la Ruta Nacional 78 (Transversal de la Depresión Momposina) en el municipio de Los Palmitos. Esa es la ruta para ir a Magangué y Santa Cruz de Mompox.
- Con la Ruta Nacional 62 (Troncal de Urabá) en el municipio de Turbo. Esa es la vía Medellín - Urabá antioqueño.

## Mantenimiento
El mantenimiento y mejora de los tramos 08, 09 y 10 de esta vía está concesionado a la empresa Concesión Santamarta-Paraguachón desde 1994. El tramo 07 y la Vía al Mar también están concesionadas.
El mantenimiento del resto de los tramos está a cargo del Instituto Nacional de Vías, Invias. En el año 2008, para el tramo entre Toluviejo y Cartagena fueron destinados 150 millones de pesos y para el tramo Turbo - Toluviejo 1998 millones. Para las vías alternas de estos dos tramos fueron asignados 5.611 millones.
Este artículo también está disponible en audio.